# Communauté de communes de l’Uffried
Die Communauté de communes de l’Uffried ist ein ehemaliger Gemeindeverband im Elsass in Frankreich. Er besteht seit dem 31. Dezember 1992. Er hat seinen Verwaltungssitz in der Gemeinde Rœschwoog.
Mit Wirkung vom 1. Januar 2014 fusionierte er mit benachbarten Verbänden und bildete damit die neue Communauté de communes du Pays Rhénan.

## Ehemalige Mitgliedsgemeinden
- Auenheim
- Forstfeld
- Fort-Louis
- Kauffenheim
- Leutenheim
- Neuhaeusel
- Rœschwoog
- Roppenheim
- Rountzenheim